# Лукін Михайло Федорович
Лукін Михайло Федорович (6 (18) листопада 1892 — 25 травня 1970) — радянський воєначальник, колишній командувач 16-ї, 20-ї і 19-ї армій  Західного фронту, генерал-лейтенант у відставці. Герой Російської Федерації (посмертно).

## Біографія
Народився 18 листопада 1892 року в селі Полухтіно, нині Зубцовського району Тверської області в селянській родині. Росіянин. Закінчив п'ять класів училища народної освіти.
У російській армії з 1913 року. Учасник  Першої світової війни 1914–1918 років, у 1916 році закінчив школу прапорщиків, потім на фронті отримав чин поручика, став командиром роти.
З 1917 року — в Червоній гвардії, з липня 1918 року — в Червоній армії. У Громадянську війну 1918–1920 років Михайло Лукін був помічником начальника штабу дивізії, командиром полку і бригади, начальником штабу дивізії. Воював проти армій генерала Денікіна і білополяків. Член ВКП(б)/КПРС з 1919 року.
З 1940 року командував 16-ю армією. Під час Німецько-радянської війни в червні — жовтні 1941 року командував 16-ю, 19-ю, 20-ю арміями. У цей період війни 16-а армія Лукіна разом з 19-ю і 20-й арміями, поєднуючи оборону з контратаками, зупинила наступ на  Москву військового угруповання противника і стримувала його більше двох місяців. У жовтні 1941 року в районі  Вязьми, перебуваючи в оточенні, був важко поранений у ногу і потрапив у полон. 29 квітня 1945 року був звільнений з полону американськими військами в таборі Моссбург. У червні 1945 року переданий радянській стороні у Франції.
Після завершення спецперевірки НКВС у грудні 1945 року генерал-лейтенант Лукін М. Ф. був відновлений в кадрах Червоної армії. Однак через важку хворобу (постійно відкривалася рана на ампутованій нозі) не міг бути призначений на постійну посаду і в жовтні 1947 року звільнений у відставку через хворобу. Жив у Москві, де і помер 25 травня 1970 року. Похований у Москві на  Новодівичому кладовищі.

## Вшанування пам'яті
Ще в 1966 році маршали Радянського Союзу Тимошенко Семен Костянтинович, Рокоссовський Костянтин Костянтинович, Конєв Іван Степанович, Єрьоменко Андрій Іванович та генерал армії Курочкін Павло Олексійович написали лист Л. І. Брежнєву, в ньому було прохання підтримати клопотання про присвоєння генерал-лейтенанту у відставці Лукіну Михайлу Федоровичу звання  Героя Радянського Союзу, який проявив мужність, особистий героїзм і чудову майстерність полководця під час Смоленсько-Вяземського битви, що відіграла величезну роль у битві за Москву.
У 1988 році виконком Смоленського міської Ради народних депутатів надав М. Ф. Лукіну звання «Почесний громадянин міста-героя Смоленська». У 1991 році в Смоленську з ініціативи Смоленського обласної ради народних депутатів, засобів масової інформації, Ради ветеранів війни і праці був організований збір підписів під клопотанням перед Президією Верховної Ради СРСР про присвоєння М. Ф. Лукіну звання Героя Радянського Союзу.
1 жовтня 1993 року Президент Російської Федерації Б. М. Єльцин підписав Указ № 1553, яким генерал-лейтенанту М. Ф. Лукіну «за мужність і героїзм, проявлені в боротьбі з німецько-фашистськими загарбниками у Великій Вітчизняній війні 1941–1945 років», присвоєно звання  Героя Російської Федерації (посмертно).